# Erich Schultze
Erich Hugo Richard Schultze (ur. 22 maja 1890 w Berlinie, zm. 18 marca 1938 tamże) – niemiecki pływak, uczestnik Letnich Igrzysk 1912 w Sztokholmie.
Na igrzyskach w 1912 roku wystartował w wyścigu na 100 metrów stylem grzbietowym, lecz odpadł w półfinałach. Należał do klubu SC Poseidon.